# Magical Sempai
Magical Sempai (手品先輩?, Tejina senpai, lett. "La senpai dei trucchi di magia") è un manga scritto e disegnato da Azu. È stato serializzato sulla rivista seinen Weekly Young Magazine della Kōdansha dal febbraio 2016 al febbraio 2021 ed è stato raccolto poi in otto volumi tankōbon. Un adattamento televisivo anime realizzato dalla Liden Films è andato in onda dal 2 luglio al 17 settembre 2019, ed è trasmesso in streaming su Crunchyroll.

## Trama
La storia ruota attorno ai tentativi di una studentessa liceale, chiamata semplicemente Senpai, e del suo assistente di tenere aperto il club di illusionismo della scuola. Tuttavia i suoi trucchi magici hanno sempre risultati tragicomici, causati anche dall'ansia da prestazione di cui soffre la ragazza. I due si troveranno anche a rapportarsi con Saki e Masashi, unici due membri del club di arte da strada intenzionati ad annettere il club di illusionismo, e con Madara, presidentessa e unico membro del club di chimica, che non vede di buon occhio le bizzarrie della Senpai nel tentare di far passare la scienza come magia.

## Personaggi
Senpai (先輩?)
Doppiata da: Kaede Hondo
Appassionata di magia e presidentessa del club di illusionismo, nonché suo unico membro fino all'arrivo dell'assistente. È molto svampita e infantile, ma piuttosto abile nei trucchi di illusionismo; a causa della sua ansia da palcoscenico, tuttavia, i suoi tentativi di svolgerli dinanzi ad un pubblico si risolvono spesso in un nulla di fatto. Sua sorella è l'aiuto-insegnante nella classe dell'assistente, e talvolta la supporta nei suoi trucchi.
L'assistente (助手?, Joshu)
Doppiato da: Aoi Ichikawa
Studente liceale che, suo malgrado, si ritrova iscritto al club di illusionismo gestito dalla Senpai. Nonostante sia solo l'assistente di questa risulta più abile di lei nell'eseguire i trucchi in pubblico; è anche la "vittima" più frequente nei maldestri tentativi della ragazza di apprendere nuovi trucchi. A causa dell'assenza di membri al club di illusionismo, si iscrive anche al club di chimica assieme a Madara.
Saki (咲?)
Doppiata da: Eri Kitamura
Studentessa del terzo anno e presidentessa del club di arte da strada, nel quale intende far confluire il club di illusionismo per evitare la chiusura di entrambi. La sua specialità sono i trucchi con i palloncini, pur non essendo molto abile nello svolgerli. È ossessionata da suo fratello Masashi; lei e il fratello si uniscono al club di illusionismo dopo aver perso contro la Senpai a chi delle due avesse il seno più grosso.
Masashi (まさし?)
Doppiato da: Daisuke Namikawa
Fratello di Saki, è un ragazzo obeso e classico stereotipo dell'otaku. Come la sorella fa parte del club di artisti da strada, poi confluito in quello di illusionismo. Stringe amicizia con l'assistente, essendo gli unici due membri del club con un minimo di raziocinio.
Madara (斑?)
Doppiata da: Rie Takahashi
Presidentessa e unico membro del club di chimica fino all'ingresso dell'assistente. È una ragazza seria e rigorosa, che non vede di buon occhio i maldestri tentativi di magia della Senpai: ritiene infatti che la magia sia un mezzo per far sì che la gente creda al sovrannaturale. Pensa inoltre che il club di illusionismo sia immorale, a causa di fraintendimenti sorti a seguito di un trucco malriuscito della Senpai. È in grado di eseguire piccoli trucchi "magici", in realtà esperimenti per spiegare alcune leggi fisiche.

## Media

### Manga
Il manga, scritto e illustrato da Azu, venne pubblicato sulla rivista Weekly Young Magazine della casa editrice Kōdansha dal 29 febbraio 2016 al 15 febbraio 2021. Nel giugno 2020 venne annunciato che la serie si sarebbe conclusa con l'ottavo volume, pubblicato il 5 marzo 2021.
Una serie manga spin-off intitolata Isekai Senpai ー Tejina Senpai wa kono sekai de mo ponkotsu na yō desu, scritta da Shotan, è stata pubblicata nella rivista Manga 4-Koma Palette della Ichijinsha il 22 novembre 2019.

#### Volumi
| 1 | 5 agosto 2016 | ISBN 978-4-06-382835-1 |
| 1 | Capitoli - Capitoli 1-15                                                                                            |                        |
| 2 | 6 dicembre 2016 | ISBN 978-4-06-382888-7 |
| 2 | Capitoli - Capitoli 16-31                                                                                           |                        |
| 3 | 6 aprile 2017 | ISBN 978-4-06-382955-6 |
| 3 | Capitoli (traduzioni letterali dei titoli) - Capitoli 32-46 - Weekly Mag Trip - Capitolo 46.5                       |                        |
| 4 | 6 settembre 2017 | ISBN 978-4-06-510144-5 |
| 4 | Capitoli - Capitoli 47-62                                                                                           |                        |
| 5 | 6 novembre 2018 | ISBN 978-4-06-513559-4 |
| 5 | Capitoli - Capitoli 63-78                                                                                           |                        |
| 6 | 5 febbraio 2019 | ISBN 978-4-06-516993-3 |
| 6 | Capitoli (traduzioni letterali dei titoli) - Capitoli 79-94 - One-shot Version parti 1 e 2                          |                        |
| 7 | 6 luglio 2020 | ISBN 978-4-06-520194-7 |
| 7 | Capitoli (traduzioni letterali dei titoli) - Capitoli 95-110 - Il cane parlante - Il cane parlante / La passeggiata |                        |
| 8 | 5 marzo 2021 | ISBN 978-4-06-522586-8 |
| 8 | Capitoli - Capitoli 111-128 - Bonus                                                                                 |                        |

### Anime

Logo della serie anime

Un adattamento televisivo anime è stato annunciato il 5 novembre 2018 su Weekly Young Magazine. La serie è stata prodotta dalla Liden Films e diretta da Fumiaki Usui, la composizione della serie è opera di Rintarou Ikeda, il design dei personaggi di Eriko Itō e le musiche sono state composte da Takeshi Hama. È andata in onda sulla Tokyo MX, sulla MBS, e sulla BS-NTV dal 2 luglio al 17 settembre 2019. La serie conta dodici episodi da quindici minuti l'uno. La band giapponese i☆Ris ha suonato la sigla d'apertura Fantastic Illusion, mentre Minori Suzuki la sigla di chiusura Dame wa dame (ダメハダメ?). La serie è stata poi trasmessa in streaming da Crunchyroll.

#### Episodi
| Nº | Titolo italiano Giapponese 「Kanji」 - Rōmaji | Prima visione     | Prima visione     |
| Nº | Titolo italiano Giapponese 「Kanji」 - Rōmaji | Giapponese        | Italiano          |
| 1  | La senpai sconosciuta 「未知の先輩」 - Michi no senpaiSenpai in scatola 「箱入り先輩」 - Hakoiri senpaiLa senpai chiama 「呼び出す先輩」 - Yobidasu senpaiLa senpai e il piccione 「ハトと先輩」 - Hato to senpai | 2 luglio 2019     | 2 luglio 2019     |
| 1  | Un ragazzo al primo anno di liceo è costretto a scegliere un club scolastico a cui iscriversi quando si imbatte nella sua senpai che si esercita in un trucco di magia. Tuttavia, quando si trova di fronte a un pubblico, soffre di ansia da prestazione e non riesce a portare a termine nessuno dei suoi trucchi di magia. Lo stesso ragazzo si ritrova poi a fare l'assistente mentre la senpai cerca di reclutare nuovi membri del club, ma la senpai fatica a uscire dalla sua scatola di legno. L'assistente viene chiamato nella stanza del club dove la senpai gli ha preparato del pane, ma sospetta subito che stia testando un nuovo trucco su di lui. La senpai cerca di mostrare il suo nuovo piccione bianco, ma non riesce a controllarlo. |                   |                   |
| 2  | La senpai piega 「曲げる先輩」 - Mageru senpaiL'impenetrabile senpai 「非貫通先輩」 - Hikantsū senpaiLa senpai scaricabile 「責任転嫁先輩」 - Sekinintenka senpaiLa maga super schiappa 「ヘタクソ手品おばさん」 - Hetakuso tejina obāsanLa senpai fa sul serio 「本気先輩」 - Honki senpai | 9 luglio 2019     | 9 luglio 2019     |
| 2  | L'assistente esegue un trucco di flessione del cucchiaio che la senpai non riesce a eseguire, nonostante glielo abbia spiegato. La senpai tenta un trucco per far passare una moneta attraverso un bicchiere, ma continua a perderla in vari angoli della stanza. La senpai mostra "Behemoth", una donnola di peluche, fingendo che sia vera. La senpai fallisce completamente nei trucchi di magia davanti ad alcuni bambini nel parco. La senpai chiude il suo assistente nella stanza del club quando scopre che non si è ancora iscritto ufficialmente al club di magia. |                   |                   |
| 3  | Il disagio della senpai 「いやがる先輩」 - Iyagaru senpaiL'interrogazione a sorpresa della senpai 「抜き打ち先輩」 - Nukiuchi senpaiLa battaglia della senpai 「克服先輩」 - Kokufuku senpaiLa senpai in kimono 「和装先輩」 - Wasō senpaiLa senpai fuori da scuola 「校外先輩」 - Kōgai senpai | 16 luglio 2019    | 16 luglio 2019    |
| 3  | La senpai consegna il modulo del club del suo assistente alla sua coordinatrice di classe, che si rivela essere sua sorella maggiore. La senpai mette alla prova l'abilità del suo assistente per cercare di comportarsi in modo superiore a lui. La senpai cerca di vincere la sua ansia da prestazione. La senpai indossa un kimono per fare delle magie tradizionali giapponesi. La senpai tenta di fare una magia con i piccioni selvatici nel parco. |                   |                   |
| 4  | La senpai festeggia 「祝う先輩」 - Iwau senpaiLa senpai cerca nuove leve 「スカウト先輩」 - Sukauto senpaiIl piccione, il piccione e la senpai 「ハトとハトと先輩」 - Hato to hato to senpaiLa senpai porta a termine il lavoro 「仕留める先輩」 - Shitomeru senpaiLa senpai del club della magia 「奇術部先輩」 - Kijutsubu senpai | 23 luglio 2019    | 23 luglio 2019    |
| 4  | La senpai cerca di festeggiare l'anniversario di un mese dall'ingresso nel club del suo assistente, quando la sorella la informa che il club di magia non è ufficiale perché non ha abbastanza membri. L'assistente cerca di iscriversi a un altro club, ma non riesce a sfuggire alla sua senpai. La senpai presenta due nuovi piccioni bianchi che però non riesce a gestire al meglio. La senpai tenta di eseguire il trucco con la scatole delle spade. La senpai riesce a fare una magia da sola, finché il suo assistente non entra nella stanza e annuncia di essersi iscritto al club di chimica. |                   |                   |
| 5  | I visitatori e la senpai 「見学者と先輩」 - Kengakusha to senpaiLa senpai cipolla 「タマネギ先輩」 - Tamanegi senpaiLa senpai chimica 「化学先輩」 - Kagaku senpaiL'imprevedibile senpai 「想定外先輩」 - Sōteigai senpaiL'invito della senpai 「招く先輩」 - Maneku senpai | 30 luglio 2019    | 30 luglio 2019    |
| 5  | L'assistente teme il possibile arrivo di un paio di ragazze che vogliono dare un'occhiata al club di magia. La senpai prova un nuovo trucco di cambio rapido mentre la sorelle le fa indossare abiti sempre più succinti. Madara usa le sue conoscenze scientifiche per mostrare dei trucchi all'assistente. La senpai cerca di sorprendere l'assistente dall'interno di una scatola, ma ascolta invece alcune informazioni imbarazzanti da lui. La senpai invita l'assistente a casa sua. |                   |                   |
| 6  | La senpai ignorante 「知らない先輩」 - Shiranai senpaiLa senpai fashion in slip 「ギャルパン先輩」 - Gyaru pan senpaiLa senpai pensa 「はかる先輩」 - Hakaru senpaiLa senpai sospetta 「胡散臭い先輩」 - Usankusai senpai | 6 agosto 2019     | 6 agosto 2019     |
| 6  | Saki, una studentessa dell'ultimo anno, annuncia la sua intenzione di conquistare il club della magia con i suoi trucchi da artisti di strada. Saki introduce nel club anche il fratello Ma-cho, che però non è entusiasta di iscriversi. La senpai tenta di esibire i propri trucchi di magia in risposta ma fallisce, dopodiché la sorella annuncia di aver deciso di diventare la consigliera del club di magia. La senpai tenta di praticare l'ipnosi sul suo assistente, ma questi usa tali nozioni su di lei. |                   |                   |
| 7  | La senpai creativa 「作る先輩」 - Tsukuru senpaiLa senpai cerca fondi 「カンパ先輩」 - Kanpa senpaiLa senpai in piscina 「プール先輩」 - Pūru senpaiLa senpai cerca di reagire 「乗り越える先輩」 - Norikoeru senpai | 13 agosto 2019    | 13 agosto 2019    |
| 7  | Saki e la senpai cercano di preparare dei biscotti rispettivamente per Ma-cho e l'assistente. Il club della magia cerca di raccogliere fondi in un parco vicino. La senpai vuole fare una dimostrazione di magia subacquea, ma l'assistente teme che possa annegare. L'assistente cerca di aiutare nuovamente la senpai a superare l'ansia da prestazione anche se invano. |                   |                   |
| 8  | La senpai cinese 「中華先輩」 - Chūka senpaiLa senpai mentalista 「メンタリスト先輩」 - Mentarisuto senpaiLa senpai mandarino 「ミカン先輩」 - Mikan senpaiLa senpai internauta 「ネット先輩」 - Netto senpaiLa senpai a domicilio 「デリバリー先輩」 - Deribarī senpai | 20 agosto 2019    | 20 agosto 2019    |
| 8  | La senpai cerca di scoprire i segreti delle maschere bian lian con il club della magia. La senpai pratica il mentalismo con il suo assistente. La senpai porta troppi mandarini al suo assistente e i due non sanno cosa farci. La senpai crea un sito web per il club della magia che finisce per diventare popolare per alcune sue foto che lo fanno sembrare sconcio. Il club della magia viene invitato in un asilo nido per intrattenere alcuni bambini. |                   |                   |
| 9  | La senpai prevenuta 「偏見先輩」 - Henken senpaiLa senpai e l'esame di riparazione 「追試先輩」 - Tsuishi senpaiLa senpai e il gelato 「アイス先輩」 - Aisu senpaiLa senpai in costume 「水着先輩」 - Mizugi senpai | 27 agosto 2019    | 27 agosto 2019    |
| 9  | La senpai tenta un trucco di lettura del pensiero ma il suo assistente riesce a prevedere ciò che pensa perché conosce il suo modo di fare. La senpai e Saki giocano a contare mentre aspettano di fare un esame di recupero. Il club della magia si riunisce durante le vacanze estive per trascorrere del tempo insieme. Il club della magia va a comprare dei costumi da bagno in vista di un futuro viaggio al mare. |                   |                   |
| 10 | La senpai e il mare 「海と先輩」 - Umi to senpaiLa senpai granchio 「カニ先輩」 - Kani senpaiLa senpai anguria 「スイカ先輩」 - Suika senpaiLa senpai e i fuochi d'artificio 「花火先輩」 - Hanabi senpai | 3 settembre 2019  | 3 settembre 2019  |
| 10 | Il club della magia va in spiaggia con i loro nuovi costumi da bagno. L'assistente incontra Madara sulla stessa spiaggia e osservano il tramonto insieme. L'assistente invita Madara al gioco dello spacca-anguria del club della magia. La senpai cerca di dimostrare alcuni trucchi di magia col fuoco, facendo esplodere prematuramente i fuochi d'artificio di Saki. |                   |                   |
| 11 | La senpai quattro palle 「四つ玉先輩」 - Yottsu-dama senpaiLa senpai ventriloqua 「腹話術先輩」 - Fukuwajutsu senpaiLa senpai pedinata 「尾行先輩」 - Bikō senpai | 10 settembre 2019 | 10 settembre 2019 |
| 11 | La senpai pratica trucchi di magia con quattro palline. Saki pratica il ventriloquismo con un pupazzo a mano di suo fratello. Il resto del club della magia pedina la senpai dopo la scuola per scoprire se ha un fidanzato. |                   |                   |
| 12 | La senpai cresce 「はやす先輩」 - Hayasu senpaiLa senpai infallibile 「失敗しない先輩」 - Shippai shinai senpaiLa senpai non si arrende 「負けない先輩」 - Makenai senpaiLa senpai silenziosa 「サイレント先輩」 - Sairento senpaiLa senpai coniglietta 「バニー先輩」 - Banī senpai | 17 settembre 2019 | 17 settembre 2019 |
| 12 | Saki insegna al club come creare forme con i palloncini. La senpai cerca di dimostrare ancora una volta le sue capacità al suo assistente. Madara mostra altri trucchi con le sue conoscenze scientifiche. La senpai cerca di pratica la magia mentre l'assistente dorme nella stanza del club. La senpai cerca di superare l'ansia da prestazione vestendosi con un costume da coniglietta sexy. |                   |                   |